# Il ricco d'un giorno
Il ricco d'un giorno (El ric per un dia) és una òpera (definida com a dramma giocoso a la partitura) en tres actes composta per Antonio Salieri. El llibret, en italià, va ser escrit per Lorenzo Da Ponte sobre la base d'una obra de Giovanni Bertati.
L'òpera es va estrenar el 6 de desembre de 1784 al Burgtheater de Viena (Àustria).

## Personatges
| Personatge | Tipus de veu |
| ---------- | ------------ |
| Emilia     | soprano      |
| Giacinto   | tenor        |
| Strettonio | baix         |
| Doralice   | soprano      |
| Mascherone | bass         |
| Berto      | bass         |
| Lauretta   | soprano      |